# Tesfaye Jifar
Tesfaye Jifar, né le 23 avril 1976, est un athlète éthiopien, spécialiste des courses de fond, vainqueur du marathon de New York en 2001. 

## Biographie
Il se distingue lors des championnats du monde de semi-marathon en décrochant, en individuel, la médaille de bronze en 1999 et 2000 et la médaille d'argent en 2001, derrière son compatriote Haile Gebrselassie. L'équipe d'Éthiopie, composée de Haile Gebrselassie, Tesfaye Jifar et Tesfaye Tola s'adjuge à cette occasion le titre par équipes, devant le Kenya et la Tanzanie.
En 2001, Tesfaye Jifar remporte le marathon de New York en 2 h 7 min 43 s. Son record personnel sur la distance est établi en 1999 au Marathon d'Amsterdam en 2 h 6 min 49 s. Il s'adjuge la même année la corrida de la Saint-Sylvestre à São Paulo.

### Palmarès
| Date | Compétition                            | Lieu     | Résultat | Épreuve     |
| ---- | -------------------------------------- | -------- | -------- | ----------- |
| 1999 | Championnats du monde de semi-marathon | Palerme  | 3e       | Individuel  |
| 1999 | Championnats du monde de semi-marathon | Palerme  | 2e       | Par équipes |
| 2000 | Championnats du monde de semi-marathon | Veracruz | 3e       | Individuel  |
| 2000 | Championnats du monde de semi-marathon | Veracruz | 2e       | Par équipes |
| 2001 | Championnats du monde                  | Edmonton | 7e       | Marathon    |
| 2001 | Championnats du monde de semi-marathon | Bristol  | 2e       | Individuel  |
| 2001 | Championnats du monde de semi-marathon | Bristol  | 1er      | Par équipes |
| 2001 | Marathon de New York                   | New York | 1er      | Marathon    |

### Records
| Épreuve       | Performance    | Lieu      | Date            |
| ------------- | -------------- | --------- | --------------- |
| Semi-marathon | 1 h 0 min 4 s  | Bristol   | 7 octobre 2001  |
| Marathon      | 2 h 6 min 49 s | Amsterdam | 17 octobre 1999 |